# N-340A
La N-340A son los antiguos tramos de la actual N-340 que se han quedado con utilidad vecinal tras el desvío de la misma (antiguas travesías, tramos que se han quedado obsoletos tras la mejora de la N-340...). Pasa por las provincias de Cádiz, Málaga, Granada, Almería, Murcia, Alicante, Valencia, Castellón, Tarragona y Barcelona.